# Ji Yue 07
Ji Yue 07 — полноразмерный электромобиль-кроссовер, выпускаемый китайской компанией Jidu Auto под брендом Ji Yue.

## История и описание модели

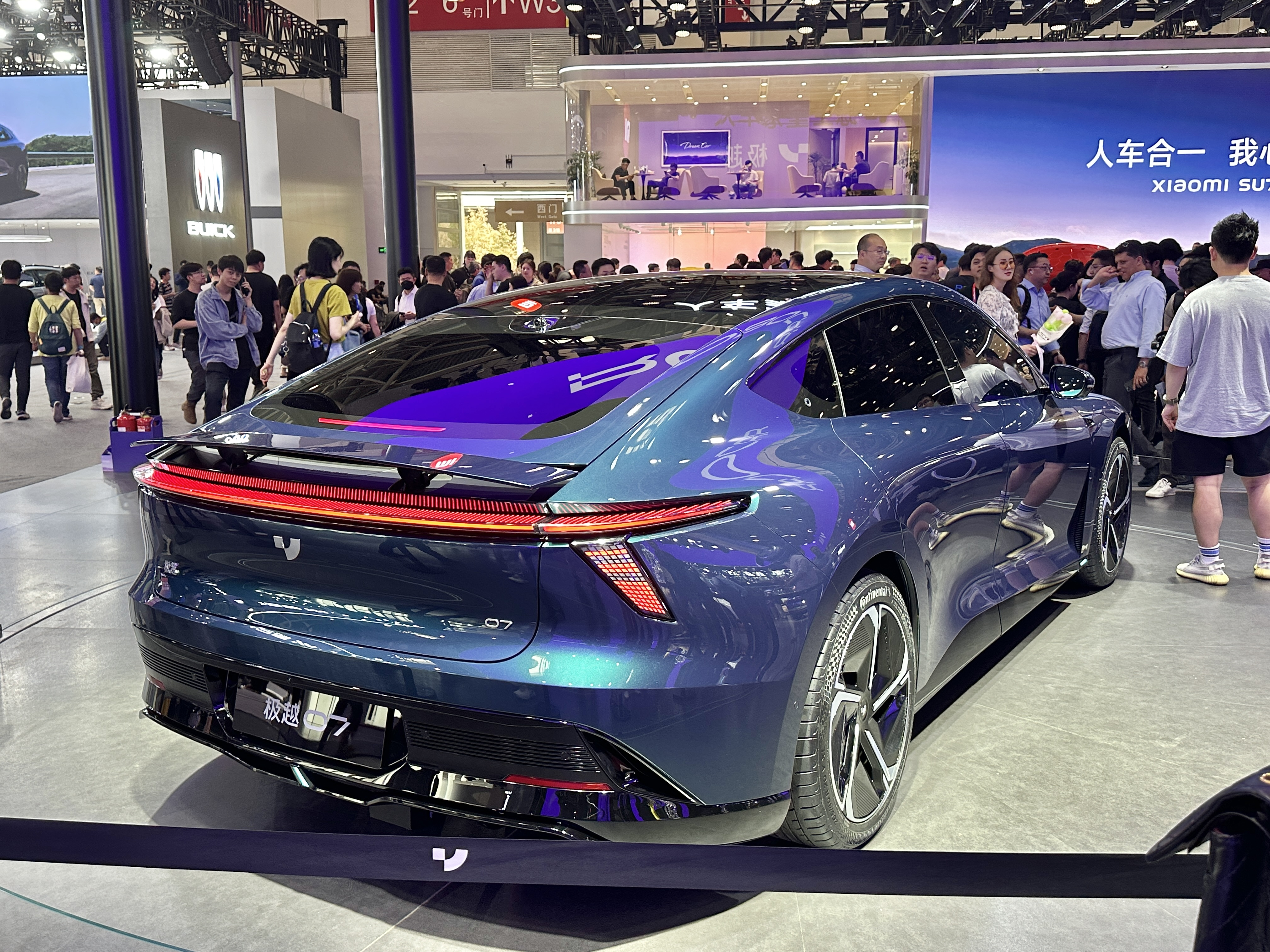
Вид сзади

О планах расширения бренда Jidu было объявлено в декабре 2022 года, когда состоялась премьера прототипа Jidu Robo-02. В 2023 году компания сменила своё название на Ji Yue, и производственная итерация, таким образом, получила имя, отличное от первоначально запланированного Ji Yue 07. Первая информация об автомобиле была опубликована в конце декабря 2023 года.
Поразительными визуальными особенностями 07 являются стройный аэродинамический силуэт с острыми фарами, дополненными узкой световой полосой с поперечным капотом. Пологая линия крыши была увенчана лёгкой полосой и выдвижным спойлером. В основе автомобиля лежит платформа Sustainable Experience Architecture.
Салон имеет минималистичный, строгий дизайн. Над приборной панелью доминирует сенсорный экран с программным обеспечением NVIDIA и искусственным интеллектом.

### Продажи
Ji Yue 07 был создан исключительно для внутреннего китайского рынка. Поставки и продажи начались в июле 2024 года. 

### Технические характеристики
Ji Yue 07 выпускается как в заднеприводной, так и в полноприводной конфигурации. Заднеприводная модель оснащена электродвигателем мощностью 268 л. с. и аккумулятором ёмкостью 71,4 кВт⋅ч с запасом хода до 880 км по циклу CLTC. Также имеется более крупный аккумулятор ёмкостью 100 кВт⋅ч с запасом хода до 880 км по циклу CLTC. Полноприводная модель оснащена электродвигателем мощностью 536 л. с. и аккумулятором с запасом хода до 770 км по циклу CLTC.